# Felix E. Müller
Felix E. Müller (* 3. Mai 1951 in Winterthur) ist ein Schweizer Journalist und ehemaliger Handballspieler. 1996/1997 war er Chefredaktor a. i. der Weltwoche. Von März 2002 bis Ende September 2017 war er Chefredaktor der NZZ am Sonntag und Mitglied der erweiterten Unternehmensleitung der NZZ-Mediengruppe. Heute ist er als Berater (unter anderem für das Swiss Economic Forum) und Publizist tätig.

## Leben
Nach der Matur am Gymnasium Rychenberg in Winterthur studierte Müller an der Universität Zürich Germanistik, Musikwissenschaften und Mathematik und schloss 1976 mit dem Lizenziat ab. 1978 wurde er mit einer Dissertation über den Schweizer Schriftsteller Fritz Meyer promoviert. Von 1973 bis 1978 arbeitete er als Lehrer an Gymnasien in Winterthur und Zürich.
Als Handballer spielte Müller von 1972 bis 1977 mit Yellow Winterthur in der Schweizer Handball-Nationalliga. Mit dem Team der Universität Zürich errang er 1972 den Titel eines Schweizer Hochschulmeisters. Er war zudem als Klarinettist Mitglied des Akademischen Orchesters der Universität Zürich.
1978 begann er seine journalistische Laufbahn als Redaktor beim Züri Leu in Zürich, wo er 1981 stellvertretender Chefredaktor wurde. Nach dem Verkauf der Zeitung durch die Jean Frey AG an Tamedia und der anschliessenden Einstellung 1982 erfolgte Müllers Wechsel zur Weltwoche. Dort war er als Kulturredaktor, Leiter des Inlandressorts, USA-Korrespondent in Washington, stellvertretender Chefredaktor und von 1996 bis 1997 als Chefredaktor a. i. tätig. 1997 wechselte er zur Neuen Zürcher Zeitung, wo er zunächst Autor, dann ab 2000 Leiter des Ressorts «Stadt und Kanton Zürich» war. 2001 leistete er hauptamtliche Konzeptarbeiten für die NZZ am Sonntag, deren Chefredaktor er mit der Lancierung im März 2002 wurde. Die Zeitung wurde 2011 im Rahmen des European Newspaper Award als beste Wochenzeitung Europas ausgezeichnet. Er lancierte zahlreiche weitere Publikationen: die Buchbeilage «Bücher am Sonntag», das Lifestyle-Magazin «Stil», das Luxusmagazin «Z», das Onlineportal «Bellevue», das Immobilienmagazin «Residence», das Filmmagazin «Frame» (seither eingestellt). Von 2015 bis 2017 war er verantwortlich für sämtliche Magazine der NZZ sowie für den Buchverlag NZZ Libro. Im Jahr 2012 gehörte er der Jury des bekannten Henri-Nannen-Preises an. Von 2018 bis 2024 war er Präsident des Zurich Film Festival (ZFF). 2023 wurde er zum Stiftungsratspräsidenten des MAZ – Institut für Journalismus und Kommunikation gewählt.
1984 erhielt er die Auszeichnung für kulturelle Verdienste des Kantons Zürich für eine Biografie und das Mitwirken an der Gesamtausgabe der Werke von Albin Zollinger. 2016 wurde er für sein Gesamtwerk mit dem Zürcher Journalistenpreis ausgezeichnet. Von 1986 bis 1988 war er Mitglied der Literaturkommission der Stadt Zürich, von 2005 bis 2016 Zunftmeister der Zunft Fluntern. Seit 2006 ist er Präsident des Stiftungsrats der Freien Evangelischen Schule Zürich.
Mit seiner Frau wurde er 1997 Augenzeuge vom Anschlag von Luxor in Ägypten, bei dem 62 Menschen ums Leben kamen, 58 von ihnen ausländische Touristen. Bei 36 von ihnen handelte es sich um Schweizer.
Felix E. Müller ist verheiratet mit Franziska Widmer. Er hat drei erwachsene Töchter und lebt in Zürich.

## Werke
- Das labyrinthische Ich. Leben und Werk des Schriftstellers Fritz Meyer (1914–1964). Ein Beitrag zur neueren schweizerischen Literaturgeschichte. Artemis, Zürich 1979, ISBN 3-7608-0503-5.
- Biografie Albin Zollinger. Mit Bilddokumenten und Materialien. In: Albin Zollinger: Gesammelte Werke, Band 1. Artemis, Zürich/München 1981, ISBN 3-7608-0561-2.
- (zusammen mit Franziska Widmer Müller): Heroismus der Mitte. Zur deutschsprachigen Literatur der dreissiger Jahre. In: Dreissiger Jahre Schweiz – Ein Jahrzehnt im Widerspruch. Kunsthaus Zürich, Ausstellungskatalog, 1981.
- Massaker in Luxor: Augenzeugenbericht und Analyse. Verlag Neue Zürcher Zeitung, Zürich 1998, ISBN 3-85823-750-7.
- Der deutsche Muttermythos. In: Jürg Altwegg, Roger de Weck (Hrsg.): Sind die Schweizer die besseren Deutschen? Nagel & Kimche, Zürich 2010, ISBN 978-3-312-00457-7.
- Gute und weniger gute Verhandlungsstrategien der Schweiz mit Europa. In: Europäische Idee und Integration – mitten drin und nicht dabei. Liber amicorum für Andreas Kellerhals. Schulthess Verlag, Zürich 2018, ISBN 978-3-7255-7884-9.
- Wie ich die Krise erlebe: Bundesrat Alain Berset im Gespräch mit Felix E. Müller. NZZ Libro, Zürich 2020, ISBN 978-3-907291-35-1.
- Ein Zürcher Quartier und seine Zunft. Geschichte der Zunft Fluntern. NZZ Libro, Zürich 2020, ISBN 978-3-03810-479-7.
- Kleine Geschichte des Rahmenabkommens. NZZ Libro, Zürich 2020, ISBN 978-3-03810-470-4.
- Abschied von der Zukunft. Die Endzeitstimmung der jungen Generation und was sie bedeutet. NZZ Libro, Zürich 2022, ISBN 978-3-907396-09-4.
- Nachwort. In: Fritz Meyer: Ich unter anderem. Atlantis, Zürich 2022, ISBN 978-3-7152-5011-3.
- Hollywood an der Limmat. Die Erfolgsgeschichte des Zurich Film Festival. Rüffer & Rub, Zürich 2024, ISBN 978-3-907351-30-7.[3]